# 前631年
| 千纪： | 前1千纪 |
| 世纪： | 前8世纪 \| 前7世纪 \| 前6世纪 |
| 年代： | 前660年代 \| 前650年代 \| 前640年代 \| 前630年代 \| 前620年代 \| 前610年代 \| 前600年代                                                                                                 |
| 年份： | 前636年 \| 前635年 \| 前634年 \| 前633年 \| 前632年 \| 前631年 \| 前630年 \| 前629年 \| 前628年 \| 前627年 \| 前626年                                                                   |
| 纪年： | 周襄王二十一年 魯僖公二十九年 齊昭公二年 晉文公六年 秦穆公二十九年 宋成公六年 楚成王四十一年 衛成公四年 陳共公元年 蔡庄侯十五年 曹共公二十二年 郑文公四十二年 燕襄公二十七年 杞桓公六年 |

## 大事记
- 夏季，魯僖公和王子虎、晉國的狐偃、宋國的公孫固、齊國的國歸父、陳國的轅濤塗、秦國的小子憖在翟泉結盟，策劃進攻鄭國，史稱「翟泉之盟」。